# Рамон Нуньєс
Рамон Фернандо Нуньєс Реєс (ісп. Ramón Fernando Núñez Reyes; нар. 14 листопада 1985, Тегусігальпа, Гондурас) — гондураський футболіст, півзахисник національної збірної Гондурасу та американського клубу «Форт-Лодердейл Страйкерс».
Чемпіон Мексики. 

## Клубна кар'єра
У дорослому футболі дебютував 2004 року виступами за команду клубу «Даллас Берн», в якій протягом того року взяв участь лише у 8 матчах чемпіонату. 
Згодом з 2005 по 2009 рік грав у складі команд американських «Даллас» і «Чівас США», гондураської «Олімпії» та мексиканської «Пуебли». 
Своєю грою за останню команду привернув увагу представників тренерського штабу клубу «Крус Асуль», до складу якого приєднався 2009 року. Відіграв за команду з Мехіко наступний сезон своєї ігрової кар'єри.
Протягом 2009—2011 років захищав кольори клубів «Олімпія», «Лідс Юнайтед» та, на орендних умовах, «Сканторп Юнайтед».
2011 року повернувся до клубу «Лідс Юнайтед». Цього разу провів у складі його команди два сезони, протягом яких виходив на поле лише епізодично. 
З 2013 по 2015 рік продовжував кар'єру в клубах «Даллас» та «Алахуеленсе».
З 2016 року виступає за клуб «Форт-Лодердейл Страйкерс».

## Виступи за збірну
2006 року дебютував в офіційних матчах у складі національної збірної Гондурасу.
У складі збірної був учасником чемпіонату світу 2010 року у ПАР, розіграшу Золотого кубка КОНКАКАФ 2011 року у США.

## Титули і досягнення
- Переможець Центральноамериканського кубка: 2011